# 27号州际公路
27号州际公路（英語：Interstate 27，简称I-27）是美国州际公路系统的一部分，全部位于得克萨斯州。南起拉伯克，北至阿马里洛，途中经过纽迪尔、艾伯纳西、黑尔萨特、普莱恩维尤、科勒斯、土利亚、海皮、坎宁等城镇。在阿马里洛，I-27也被称为坎宁高速公路（Canyon Expressway）。全长124.132英里（199.77公里）。

## 延长计划
根据2022年综合拨款法，27号州际公路将向北延伸至拉顿 (新墨西哥州)，向南延伸至拉雷多 (得克萨斯州)。